# Changzhi Airport
Changzhi Airport är en flygplats i Kina. Den ligger i provinsen Shanxi, i den norra delen av landet, omkring 190 kilometer söder om provinshuvudstaden Taiyuan.
Runt Changzhi Airport är det tätbefolkat, med 427 invånare per kvadratkilometer. Närmaste större samhälle är Changzhi, 7,3 km söder om Changzhi Airport. Runt Changzhi Airport är det i huvudsak tätbebyggt.
Genomsnittlig årsnederbörd är 707 millimeter. Den regnigaste månaden är juli, med i genomsnitt 229 mm nederbörd, och den torraste är december, med 5 mm nederbörd.